# Louis Marchant
Louis Marchant   (Wandsworth, 5 de juliol de 1916 - Barnet, 1983) fou un saltador anglès que va competir durant les dècades de 1930 i 1940.
El 1948 va prendre part en els Jocs Olímpics d'Estiu de Londres, on fou onxè en la prova de palanca de 10 metres del programa de salts.
En el seu palmarès destaca una medalla de bronze en la prova de palanca de 10 metres dels Jocs de l'Imperi Britànic de 1934 i una altra de bronze en el Campionat d'Europa de natació de 1947. També guanyà diversos campionats nacionals de salts.